# Conleth Hill
Conleth Hill (Ballycastle, 24 novembre 1964) è un attore nordirlandese.
È noto per aver interpretato Lord Varys nella serie tv Il trono di spade.

## Biografia
Nato nell'Irlanda del Nord, ha preso parte soprattutto in serie televisive e in musical, ed ha ricevuto una nomination ai Tony Awards nel 2001. Al cinema, è noto per aver recitato in Basta che funzioni di Woody Allen, mentre alla televisione, è noto per il ruolo dell'eunuco Varys, capo dello spionaggio ad Approdo del Re, nella serie televisiva statunitense Il Trono di Spade. Conleth ha inoltre interpretato Edward Darby nella seconda e terza stagione della serie televisiva Suits.

## Filmografia parziale

### Cinema
- A Man You Don't Meet Every Day, regia di Angela Pope (1994)
- Crossmaheart, regia di Henry Herbert (1998)
- Intermission, regia di John Crowley (2003)
- Basta che funzioni (Whatever Works), regia di Woody Allen (2009)
- Perrier's Bounty, regia di Ian Fitzgibbon (2009)
- Il pescatore di sogni (Salmon Fishing in the Yemen), regia di Lasse Hallström (2011)
- Rapina a Belfast (Whole Lotta Sole), regia di Terry George (2011)
- Keith Lemon: The Film, regia di Paul Angunawela (2012)
- Shooting for Socrates, regia di James Erskine (2014)
- Una folle passione (Serena), regia di Susanne Bier (2014)
- Two Down, regia di Matthew Butler Hart (2015)
- Official Secrets - Segreto di stato (Official Secrets), regia di Gavin Hood (2019)
- The Isle, regia di Matthew Hart-Butler (2019)
- La vita che verrà - Herself (Herself), regia di Phyllida Lloyd (2020)

### Televisione
- Boon – serie TV, episodio 3x07 (1988)
- Il Trono di Spade (Game of Thrones) – serie TV, 46 episodi (2011-2019)
- Suits – serie TV, 6 episodi (2013)
- Inside No. 9 – serie TV, episodi 1x03-9x06 (2014-2024)
- Foyle's War – serie TV, 1 episodio (2015)
- Arthur & George – serie TV, 3 episodi (2015)
- Stan Lee's Lucky Men – serie TV, 1 episodio (2017)
- Peter Kay's Car Share – serie TV, 2 episodi (2017)
- L'esercito delle 12 scimmie (12 Monkeys) – serie TV, 2 episodi (2018)
- Vienna Blood – serie TV, 11 episodi (2019-2024)
- Agatha Christie - Perché non l'hanno chiesto a Evans? (Why Didn't They Ask Evans?) – miniserie TV, 1 puntata (2022)
- Derry Girls – serie TV, episodio 3x04 (2022)
- I delitti della gazza ladra (Magpie Murders), regia di Peter Cattaneo – miniserie TV (2022)
- The Lovers, regia di Justin Martin – miniserie TV, puntate 1-6 (2023)
- Il problema dei 3 corpi (3 Body Problem) – serie TV, episodio 1x03 (2024)
- I delitti della bella di notte (Moonflower Murders), regia di Rebecca Getward – miniserie TV, 5 puntate (2024)

## Teatro (parziale)
- La piccola bottega degli orrori, libretto di Howard Ashman, colonna sonora di Stephen Schwartz. Lyric Theatre di Belfast (1989)
- La scuola delle mogli di Molière. Arts Theatre di Belfast (1989)
- Il ritratto di Dorian Gray da Oscar Wilde. Arts Theatre di Belfast (1989)
- Oliver Twist da Charles Dickens. Lyric Theatre di Belfast (1990)
- Arriva l'uomo del ghiaccio di Eugene O'Neill. Lyric Theatre di Belfast (1990)
- L'importanza di chiamarsi Ernesto di Oscar Wilde. Lyric Theatre di Belfast (1990)
- L'ispettore generale di Nikolaj Vasil'evič Gogol'. The Rock Theatre di Belfast (1993)
- Sogno di una notte di mezza estate di William Shakespeare. Lyric Theatre di Belfast (1997)
- Aspettando Godot di Samuel Beckett. Lyric Theatre di Belfast (1999)
- The Producers, libretto e colonna sonora di Mel Brooks. Theatre Royal Drury Lane di Londra (2004)
- Finale di partita di Samuel Beckett. The Cut Productions di Belfast (2006)
- Tutto è bene quel che finisce bene di William Shakespeare. National Theatre di Londra (2009)
- Il giardino dei ciliegi di Anton Čechov. National Theatre di Londra (2011)
- Zio Vanja di Anton Čechov. Lyric Theatre di Belfast (2011)
- Macbeth di William Shakespeare. Berkeley Repertory Theatre di Berkeley (2013)
- Chi ha paura di Virginia Woolf? di Edward Albee. Harold Pinter Theatre di Londra (2017)
- The Antipodes di Annie Baker. National Theatre di Londra (2019)

## Doppiatori italiani
Nelle versioni in italiano delle opere in cui ha recitato, Conleth Hill è stato doppiato da:
- Simone Mori ne Il pescatore di sogni, Il Trono di Spade, The Lovers
- Dario Oppido in La vita che verrà - Herself, Agatha Christie - Perché non l'hanno chiesto a Evans?, Il problema dei 3 corpi
- Raffaele Farina ne I delitti della gazza ladra, I delitti della bella di notte
- Francesco Pannofino in Basta che funzioni
- Carlo Cosolo in Suits
- Gianluca Machelli in Una folle passione